# Herbita oswaldaria
Herbita oswaldaria là một loài bướm đêm trong họ Geometridae.